# Macrosiphoniella abrotani
Macrosiphoniella abrotani är en insektsart som först beskrevs av Walker 1852.  Macrosiphoniella abrotani ingår i släktet Macrosiphoniella och familjen långrörsbladlöss. Arten är reproducerande i Sverige.

## Underarter
Arten delas in i följande underarter:
- M. a. sainshandi
- M. a. chosoni
- M. a. abrotani